# Das Freundschaftsbanner
Das Freundschaftsbanner [La bandera de la amistad], desde 1933 Schweizerisches Freundschafts-Banner [Bandera de la amistad de Suiza], fue la primera revista homosexual en Suiza, publicada en Zúrich desde 1932 hasta 1942. Fue fundado por Laura Thoma y August Bambula y se basó estrechamente en las revistas lésbicas alemanas contemporáneas, como Garçonne. En 1933, Anna Vock asumió la dirección y dio forma a la revista hasta que cerró en 1942. En 1937, la revista pasó a llamarse Menschenrecht [Derechos humanos]. En el momento de su publicación, Das Hoffnungs-Banner [La bandera de la esperanza] era la única revista homosexual del mundo, junto a la checoslovaca Hlas, que aparecía de forma irregular. En 1942, Karl Meier se hizo cargo de la revista y la convirtió en la revista exclusivamente masculina Der Kreis, que se convirtió en el principal medio del movimiento homófilo.

## Historia

### Fundación (1932)
Laura Thoma se enteró de la subcultura lésbica de Berlín en Zúrich en 1930 a través de un número de Frauenliebe. Durante su estancia en Berlín a principios de 1931, conoció también la revista lésbica Garçonne (sucesora de Frauenliebe). Inspirada por esto, publicó un llamamiento a las lesbianas suizas en Garçonne en 1931 titulado «¡Mujeres suizas en sufrimiento, uníos!» Así nació el «Damenclub Amicitia» [Club de damas Amicitia] en agosto de 1931, la primera organización de mujeres lesbianas en Suiza, de la que Thoma se convirtió en presidenta.
El club de mujeres pronto cooperó con el «Excentric Club Zurich» (ECZ), una asociación de hombres homosexuales, bajo el nombre de «Schweizerische Freundschaftsbewegung» [Movimiento Suizo de la Amistad] como una especie de federación para los dos grupos, que todavía estaban organizados de forma independiente. Thoma y August Bambula, miembros de la ECZ, realizaron la primera edición de la Freundschaftsbanner junto con Anna Vock y la distribuyeron en un baile conjunto de ambas asociaciones a fines del año 1931/32. Por un lado, debía servir como órgano de comunicación de un movimiento militante por los intereses comunes, pero por otro lado, también debe brindar a los lectores orientación, consuelo y respeto por sí mismos. El concepto de la revista se basó en Garçonne: además de textos literarios en prosa y poesía, había textos del movimiento político, consejos y reportajes de eventos y anuncios personales.
Era mecanografiada en su totalidad y duplicada hectográficamente; la revista fue publicada 15 veces en esta forma. Sin embargo, hubo cambios rápidos en términos de personal y estructura: ya a fines de febrero de 1932, Bambula fue nombrada editora en solitario; en marzo la dirección postal cambió de la vivienda de Thomas a ECZ; desde principios de mayo ya no había contenido para mujeres y toda la información de la redacción y editorial se refiere únicamente a la ECZ. En pocos meses, Freundschaftsbanner había sido adoptada por completo por los hombres del movimiento.
Aparentemente, sin embargo, no lograron continuar con la revista con éxito. En octubre de 1932, Bambula renunció, la ECZ redujo la Freundschaftsbanner a un suplemento en el Deutscher Freundschaftsblatt y el 12 de noviembre de 1932 fue descontinuada por completo. Al mismo tiempo, se produjo una crisis interna en el «Excentric Club Zurich» que llevó a su disolución.

### Nuevo comienzo y establecimiento (1933-1937)
A principios de 1933, la situación del movimiento homosexual en Suiza era desoladora: el  Freundschaftsbanner había desaparecido y la organización de hombres asociada había implosionada. A partir de los restos de la ECZ, se fundó un nuevo pequeño grupo, Freundschaftsbund [Asociación de Amistad], que, sin embargo, se comportó con desdén hacia el club femenino Amicitia. Para su sorpresa, en febrero de 1933, Freundschaftsbund invitó a Thoma y Vock a participar en su reunión general, donde a su vez presenciaron el colapso de la organización sucesora de la ECZ. Vock luego, como presidenta del club de mujeres Amicitia, por lástima invitó a los hombres a unirse al club de mujeres y en una reunión el 4 de abril de 1933 se fundó Schweizer Freundschaftsverband ‹Amicitia› [Asociación Suiza de Amistad ‹Amicitia›]. Al mismo tiempo se decidió retomar la publicación del Freundschaftsbanner.
El 15 de abril de 1933, se publicó la primera nueva edición con el nombre Schweizerisches Freundschafts-Banner como edición n.º 20. En términos de personal, en los inicios de la revista Anna Vock actuó como editora y Thoma fue el redactor; el concepto de contenido se mantuvo sin cambios. La revista ahora era más profesional; se publicaba en tipografía sobre papel blanco y en un formato significativamente más grande, Schweizerische Freundschaftsbanner mantuvo esta forma hasta que se le cambió el nombre en 1937. Desde su reaparición fue la única revista homosexual del mundo, junto a la esporádica revista checa Hlas y hasta la aparición de la holandesa Levensrecht en 1940.
La aparición del estandarte de la amistad estuvo cada vez más acompañada de problemas. Ya en 1933, estuvo brevemente en el centro de atención por primera vez en el Scheinwerfer, un tabloide de Zúrich con fuertes simpatías por las políticas de los nacionalsocialistas alemanes. En abril de 1934 el periódico retomó esta campaña e informó repetidamente de manera insultante y calumniosa contra los homosexuales y las organizaciones suizas en particular. Cuando el centro de atención acusó a Anna Vock de agresión física, demandó con éxito a la revista por difamación. A cambio, el centro de atención luego publicó su nombre y dirección, esta "salida" llevó a Vock a perder su trabajo. Tal campaña fue repetida nuevamente en 1936 por la revista Guggu .

### Menschenrecht(1937-1939)
A partir del 1 de enero de 1937, la revista se publicó con el nuevo título Menschenrecht [Derechos humanos] (subtítulo «Blätter zur Aufklärung und gegen Auschtung und Vorjuhlung, anteriormente Swiss Friendship Banner» [Folleto para la ilustración y contra el ostracismo y los prejuicios, anteriormente la Bandera de la Amistad de Suiza]) y volvió al formato de octavilla más pequeña. Sin embargo, al contar el año, Menschenrecht se basaron en la continuidad, el primer número fue el 1.º del 5.º año. La revista también se mantuvo sin cambios en términos de personal y organización por el momento. Debido a un déficit financiero que la revista de bajo rendimiento había acumulado mientras tanto, Karl Meier se ofreció a actuar como garante de la revista en mayo de ese año, lo que fue aceptado. De esta forma, Meier consiguió una mayor influencia en la orientación de los contenidos y promovió la creciente desvinculación de Menschenrecht de la Liga für Menschenrechte.
El motivo del cambio de nombre fue un enfoque cada vez mayor del movimiento homosexual suizo en la lucha contra la discriminación legal, social y política. El foco principal de los esfuerzos era el referéndum sobre un código penal reformado que pretendía despenalizar la homosexualidad. Después de que se ganó el referéndum (y un referéndum posterior) y Suiza fue el primer país de Europa desde 1938 en el que las relaciones entre personas del mismo sexo quedaron nuevamente exentas de castigo. Posteriormente el movimiento en torno a Menschenrecht comenzó a desmoronarse. En 1939, la antigua organización patrocinadora, la Liga für Menschenrechte, finalmente se disolvió, y la revista Menschenrecht atravesó dificultades financieras y mujeres y hombres comenzaron a distanciarse cada vez más unos de otros.

### Reestructuración y final (1940-1942)
Meier también comenzó a remodelar Menschenrecht para que tuvieran un perfil más cultural. Al mismo tiempo, los Menschenrecht perdió casi todas las suscriptoras debido a la torpe gestión editorial de Anna Vock. Para el movimiento lésbico suizo, esto supuso el fin estructural tras la disolución de todas las organizaciones que se habían generado poco antes. No fue hasta la década de 1960 que las lesbianas en Suiza se organizaron nuevamente. En 1942, Anna Vock entregó la editorial a Meier, que eliminó la referencia a las revistas predecesoras en el subtítulo y realizó cambios sucesivos. Menschenrecht apareció por última vez en diciembre de 1942, a partir de 1943 apareció como una revista diseñada solo para hombres homosexuales bajo la dirección de Karl Meier bajo el nombre Der Kreis. Cuando terminó en 1967, se había convertido en una de las revistas homosexuales más influyentes del mundo y era el principal medio del movimiento homófilo.